# 韦 (新喀里多尼亚)
20°55′0″S 167°15′55″E / 20.91667°S 167.26528°E
韦（法語發音：[we]）是新喀里多尼亚洛亚蒂群岛省市镇利富的一个小镇。它位于利富岛的东海岸。韦是利富市镇的行政中心和洛亚蒂群岛省议会的所在地。